# Vaggelīs Moras
Evangelos Moras, detto Vaggelīs (in greco Ευάγγελος "Βαγγέλης" Μόρας?; Larissa, 26 agosto 1981), è un allenatore di calcio ed ex calciatore greco, di ruolo difensore, commissario tecnico della nazionale Under-19 greca.

## Biografia
Nel marzo del 2014, suo fratello Dimitri ha scoperto di essere affetto da una forma di leucemia. Nel luglio dello stesso anno, Vaggelis, unico donatore compatibile, si è recato a Melbourne, dove il fratello si è sottoposto alle cure necessarie, per donargli il proprio midollo osseo. L'operazione, perfettamente riuscita, non ha avuto conseguenze per la carriera sportiva di Vaggelis, che ha potuto fare ritorno a Verona in tempo per l'inizio della stagione 2014/2015. Il fratello comunque non sopravviverà alla malattia e muore nella notte fra il 17 e il 18 luglio 2015.
Il 30 marzo 2015 è rimasto coinvolto in un incidente stradale nei pressi di Budapest insieme ai compagni di nazionale Panagiōtīs Tachtsidīs e Giannīs Fetfatzidīs. I tre giocatori si stavano recando all'aeroporto di Budapest-Ferihegy per fare ritorno a Verona dopo una partita della loro nazionale quando il taxi sul quale viaggiavano si è scontrato con un'altra auto, probabilmente a causa di un colpo di sonno di uno dei due conducenti. I tre giocatori sono stati ricoverati in ospedale con escoriazioni di lieve entità, mentre il conducente dell'altra auto è deceduto.

## Caratteristiche tecniche
Difensore centrale abile nelle chiusure e nel gioco aereo.

## Carriera

### Club

#### AEL Larissa
Inizia la carriera nella seconda serie ellenica nella squadra del suo paese, l'AEL Larissa, squadra famosa per essere l'unica squadra né di Atene né di Salonicco ad aver vinto il campionato greco e per aver lanciato e rilanciato giocatori come Theofanis Gekas, Nikos Dabizas, giocatore del Newcastle per cinque anni, Stylianos Venetidīs e Stelios Giannakopoulos del Bolton. Con la maglia dell'AEL Larissa segna anche un goal in 19 partite.

#### Proodeftiki
Passa poi nel 2001 ancora in seconda serie al Proodeftiki, con il quale ottiene una promozione nella massima serie.

#### AEK Atene
Dopo un biennio, nel 2003 si accasa all'AEK Atene, dove resta per quattro anni. Qui gioca in Champions League contro il Milan battendolo per 1-0 nello Stadio olimpico Spyros Louīs nella penultima partita del girone.

#### Bologna
Nell'estate del 2007 passa a titolo definitivo al Bologna, in Serie B, dove ottiene la promozione nel massimo campionato. Arrivato al Bologna ha scelto la maglia numero 18, la stessa che indossava nell'AEK Atene. Nella sua prima stagione italiana segna anche 2 gol, di cui uno realizzato il 6 maggio 2008 contro il L.R. Vicenza che risulterà decisivo per la promozione del Bologna in Serie A.
Il 4 ottobre 2008 segna il suo primo gol in Serie A con la maglia del Bologna, nella trasferta contro l'Inter terminata con la sconfitta dei felsinei per 2-1. Nella sua prima stagione in massima serie segna due reti, ottenendo più volte la fascia di capitano della propria squadra.
Nel campionato successivo gioca 20 partite, ottenendo la salvezza. Nell'estate 2010, con l'arrivo di Alberto Malesani al Bologna, stenta a trovare spazio nella prima parte della stagione, chiuso nel ruolo di difensore centrale da Miguel Ángel Britos e Daniele Portanova. Riesce a ritrovare spazio nella formazione rossoblu venendo impiegato come laterale destro. A fine stagione non rinnova il suo contratto con il Bologna e rimane quindi svincolato.

#### Swansea City e Cesena
Il 29 settembre 2011 approda allo Swansea City, in Premier League, firmando un contratto di un anno con opzione per il secondo.
Il 22 ottobre seguente fa il suo esordio con la nuova maglia, nel pareggio per 2-2 sul campo del Wolverhampton. Nel gennaio 2012 si svincola dalla squadra gallese e viene ingaggiato dal Cesena, con cui firma un contratto di sei mesi. La stagione si conclude con la retrocessione della squadra romagnola in Serie B.

#### Hellas Verona
Terminata la breve esperienza al Cesena, il 9 agosto 2012 viene tesserato dall'Hellas Verona. Con 35 presenze in campionato ed una rete, realizzata il 23 febbraio 2013 contro il Varese (2-0), contribuisce alla promozione in Serie A della squadra scaligera. Nelle stagioni successive è titolare fisso anche in Serie A, dal 2014 affianca l'esperto Rafael Márquez. Segna la sua decima rete in carriera il 29 novembre 2015 contro il Frosinone, che vincerà comunque il match 3-2.
Il 17 maggio 2015, Vangelis Moras, in un'intervista, ha espresso la sua preoccupazione per il futuro del club in mezzo a voci che suggerivano che il club potesse essere venduto. Parlando dopo la vittoria per 2-1 della sua squadra sull'Empoli, il difensore centrale greco ha anche chiesto maggiore chiarezza al proprietario Maurizio Setti nonostante l'imprenditore italiano abbia recentemente dichiarato che il club non sarà venduto in estate. "Il presidente ha negato la cessione del club, ma io voglio più certezze", ha detto il 33enne a Sky Sport Italia. "E spero che tutto sia sistemato e saremo pronti a ricominciare come si deve dalla prossima stagione".Di questa situazione si parla molto perché ci sono diversi giocatori gialloblù in scadenza di contratto nell'estate 2015, compreso quello di Moras.
Il 18 settembre 2015 Moras ha dichiarato di voler chiudere la sua carriera con l'Hellas Verona "Il nostro non è un lavoro come un altro, in una squadra di calcio siamo compagni, tifosi e società. Sono al Verona da quattro anni e da per me è come una seconda famiglia. Tutti mi hanno aiutato ad affrontare questo difficile problema, tutti mi sono stati vicini e posso solo dire grazie agli uomini con cui ho un rapporto importante e speciale. Mi sento parte di questa squadra e mi sento voglio chiudere qui la mia carriera. Gli avversari più tosti? Senza dubbio quelli più in basso in classifica, non bisogna sottovalutarli perché potrebbero metterti in difficoltà più che grandi" . Il 29 novembre 2015, ha segnato il suo primo gol per la stagione 2015-16 nella sconfitta esterna per 2–3 contro Il Frosinone con il suo colpo di testa da calcio d'angolo che in qualche modo si dimena tra le mani di Nicola Leali in un urlo del portiere.
Il 30 giugno 2016, in seguito alla retrocessione della squadra in Serie B, in scadenza di contratto, lascia dopo quattro stagioni il club gialloblu.

#### Bari
Il 5 luglio 2016 passa al Bari dove firma un contratto biennale diventando sin da subito il capitano dei biancorossi. Ha giocato da titolare le prime partite di Serie B, ma il 5 settembre 2016, dopo l'allenamento, si è sottoposto a visite mediche che hanno rivelato un infortunio muscolare. Il 22 ottobre 2016 è tornato nell'XI titolare della rosa in una partita casalinga contro il Trapani. Termina la stagione al 12º posto in classifica.

#### Panaitōlikos
Il 30 agosto 2017, Moras ha firmato un contratto con il Panaitōlikos, tornando in Grecia dopo quasi 10 anni in Italia. Il 9 dicembre 2017, Vangelis Moras ha raggiunto le 100 presenze nella Souper Ligka Ellada.

#### Ritorno all'AEL Larissa
Il 31 gennaio 2018, l'AEL Larissa ha annunciato l'ingaggio del difensore greco con un contratto di 6 mesi. Il giocatore, a 37 anni, torna nella sua città natale dopo 16 anni e lì probabilmente chiuderà la sua carriera calcistica. Moras ha iniziato la stagione 2017-18 al Panaitōlikos ma è stato rilasciato dopo sei mesi a causa di un reciproco disaccordo. Il 30 marzo 2019, ha segnato il suo primo gol con il club con un potente colpo di testa su corner di Stefan Živković che ha siglato una vittoria casalinga per 2-1 contro i rivali dell'Asteras Tripolis, nel tentativo del club di evitare la retrocessione.

#### Apollon Larissa
Il 9 settembre 2020, Moras ha firmato con il club della seconda divisione Apollon Larissa, firmando un contratto annuale. Il 17 marzo 2021, ha segnato il suo primo gol nella gara contro l'OF Ierapetra, pareggiata per 1-1.
Il 7 luglio 2021 ha annunciato tramite Instagram il proprio ritiro dalle attività calcistiche.

### Nazionale
Fa il suo debutto con la nazionale ellenica, l'11 febbraio 2009 nell'amichevole contro la nazionale danese. È stato convocato per la fase finale dei Mondiali sudafricani, dove è sceso in campo nell'ultima partita del girone di qualificazione. Viene successivamente convocato anche per i Mondiali 2014 in Brasile.

## Statistiche

### Presenze e reti nei club
| Stagione             | Squadra              | Campionato           | Campionato | Campionato | Coppe nazionali | Coppe nazionali | Coppe nazionali | Coppe continentali | Coppe continentali | Coppe continentali | Altre coppe | Altre coppe | Altre coppe | Totale | Totale |
| Stagione             | Squadra              | Comp                 | Pres       | Reti       | Comp            | Pres            | Reti            | Comp               | Pres               | Reti               | Comp        | Pres        | Reti        | Pres   | Reti   |
| -------------------- | -------------------- | -------------------- | ---------- | ---------- | --------------- | --------------- | --------------- | ------------------ | ------------------ | ------------------ | ----------- | ----------- | ----------- | ------ | ------ |
| 2000-2001            | Larissa              | BE                   | 19         | 1          | CG              | 0               | 0               | -                  | -                  | -                  | -           | -           | -           | 19     | 1      |
| 2001-2002            | Proodeftiki          | BE                   | 10         | 1          | CG              | 0               | 0               | -                  | -                  | -                  | -           | -           | -           | 10     | 1      |
| 2002-2003            | Proodeftiki          | AE                   | 18         | 0          | CG              | 0               | 0               | -                  | -                  | -                  | -           | -           | -           | 18     | 0      |
| Totale Proodeftiki   | Totale Proodeftiki   | Totale Proodeftiki   | 28         | 1          |                 | 0               | 0               |                    | -                  | -                  |             | -           | -           | 28     | 1      |
| 2003-2004            | AEK Atene            | AE                   | 25         | 0          | CG              | 0               | 0               | UCL                | 5                  | 0                  | -           | -           | -           | 30     | 0      |
| 2004-2005            | AEK Atene            | AE                   | 19         | 0          | CG              | 8               | 1               | CU                 | 2                  | 0                  | -           | -           | -           | 29     | 1      |
| 2005-2006            | AEK Atene            | AE                   | 13         | 0          | CG              | 6               | 2               | CU                 | 1                  | 0                  | -           | -           | -           | 20     | 2      |
| 2006-2007            | AEK Atene            | SL                   | 15         | 0          | CG              | 1               | 0               | UCL+CU             | 4+2                | 0                  | -           | -           | -           | 22     | 0      |
| Totale AEK Atene     | Totale AEK Atene     | Totale AEK Atene     | 72         | 0          |                 | 15              | 3               |                    | 14                 | 0                  |             | -           | -           | 101    | 3      |
| 2007-2008            | Bologna              | B                    | 28         | 2          | CI              | 2               | 0               | -                  | -                  | -                  | -           | -           | -           | 30     | 2      |
| 2008-2009            | Bologna              | A                    | 31         | 2          | CI              | 1               | 0               | -                  | -                  | -                  | -           | -           | -           | 32     | 2      |
| 2009-2010            | Bologna              | A                    | 20         | 0          | CI              | 0               | 0               | -                  | -                  | -                  | -           | -           | -           | 20     | 0      |
| 2010-2011            | Bologna              | A                    | 19         | 0          | CI              | 2               | 0               | -                  | -                  | -                  | -           | -           | -           | 21     | 0      |
| Totale Bologna       | Totale Bologna       | Totale Bologna       | 98         | 4          |                 | 5               | 0               |                    | -                  | -                  |             | -           | -           | 103    | 4      |
| 2011-gen. 2012       | Swansea City         | PL                   | 1          | 0          | FACup+CdL       | 0               | 0               | -                  | -                  | -                  | -           | -           | -           | 1      | 0      |
| gen.-giu. 2012       | Cesena               | A                    | 15         | 0          | CI              | -               | -               | -                  | -                  | -                  | -           | -           | -           | 15     | 0      |
| 2012-2013            | Verona               | B                    | 35         | 1          | CI              | 3               | 0               | -                  | -                  | -                  | -           | -           | -           | 38     | 1      |
| 2013-2014            | Verona               | A                    | 30         | 0          | CI              | 2               | 0               | -                  | -                  | -                  | -           | -           | -           | 32     | 0      |
| 2014-2015            | Verona               | A                    | 35         | 2          | CI              | 1               | 1               | -                  | -                  | -                  | -           | -           | -           | 36     | 3      |
| 2015-2016            | Verona               | A                    | 31         | 1          | CI              | 2               | 0               | -                  | -                  | -                  | -           | -           | -           | 33     | 1      |
| Totale Hellas Verona | Totale Hellas Verona | Totale Hellas Verona | 131        | 4          |                 | 8               | 1               |                    | -                  | -                  |             | -           | -           | 139    | 5      |
| 2016-2017            | Bari                 | B                    | 23         | 0          | CI              | 1               | 0               | -                  | -                  | -                  | -           | -           | -           | 24     | 0      |
| 2017-2018            | Panaitolikos         | SL                   | 14         | 0          | CG              | 3               | 0               | -                  | -                  | -                  | -           | -           | -           | 17     | 0      |
| 2018-2019            | Panaitolikos         | SL                   | 1          | 0          | CG              | 0               | 0               | -                  | -                  | -                  | -           | -           | -           | 1      | 0      |
| Totale Panaitolikos  | Totale Panaitolikos  | Totale Panaitolikos  | 15         | 0          |                 | 3               | 0               |                    | -                  | -                  |             | -           | -           | 18     | 0      |
| 2020-21              | Apōllon Larissa      | SL2                  | 19         | 1          | CG              | 0               | 0               | -                  | -                  | -                  | -           | -           | -           | 19     | 1      |
| Totale carriera      | Totale carriera      | Totale carriera      | 421        | 11         |                 | 32              | 4               |                    | 14                 | 0                  |             | -           | -           | 467    | 15     |

### Cronologia presenze e reti in nazionale
| Cronologia completa delle presenze e delle reti in nazionale ― Grecia | Cronologia completa delle presenze e delle reti in nazionale ― Grecia | Cronologia completa delle presenze e delle reti in nazionale ― Grecia | Cronologia completa delle presenze e delle reti in nazionale ― Grecia | Cronologia completa delle presenze e delle reti in nazionale ― Grecia | Cronologia completa delle presenze e delle reti in nazionale ― Grecia | Cronologia completa delle presenze e delle reti in nazionale ― Grecia | Cronologia completa delle presenze e delle reti in nazionale ― Grecia |
| Data                                                                  | Città                                                                 | In casa                                                               | Risultato                                                             | Ospiti                                                                | Competizione                                                          | Reti                                                                  | Note                                                                  |
| --------------------------------------------------------------------- | --------------------------------------------------------------------- | --------------------------------------------------------------------- | --------------------------------------------------------------------- | --------------------------------------------------------------------- | --------------------------------------------------------------------- | --------------------------------------------------------------------- | --------------------------------------------------------------------- |
| 11-2-2009                                                             | Atene                                                                 | Grecia                                                                | 1 – 1                                                                 | Danimarca                                                             | Amichevole                                                            | -                                                                     | 46’                                                                   |
| 1-4-2009                                                              | Candia                                                                | Grecia                                                                | 2 – 1                                                                 | Israele                                                               | Qual. Mondiali 2010                                                   | -                                                                     |                                                                       |
| 12-8-2009                                                             | Bydgoszcz                                                             | Polonia                                                               | 2 – 0                                                                 | Grecia                                                                | Amichevole                                                            | -                                                                     | 32’ 46’                                                               |
| 5-9-2009                                                              | Basilea                                                               | Svizzera                                                              | 2 – 0                                                                 | Grecia                                                                | Qual. Mondiali 2010                                                   | -                                                                     |                                                                       |
| 9-9-2009                                                              | Chișinău                                                              | Moldavia                                                              | 1 – 1                                                                 | Grecia                                                                | Qual. Mondiali 2010                                                   | -                                                                     | 58’                                                                   |
| 10-10-2009                                                            | Atene                                                                 | Grecia                                                                | 5 – 2                                                                 | Lettonia                                                              | Qual. Mondiali 2010                                                   | -                                                                     |                                                                       |
| 14-10-2009                                                            | Atene                                                                 | Grecia                                                                | 2 – 1                                                                 | Lussemburgo                                                           | Qual. Mondiali 2010                                                   | -                                                                     | 43’                                                                   |
| 14-11-2009                                                            | Atene                                                                 | Grecia                                                                | 0 – 0                                                                 | Ucraina                                                               | Qual. Mondiali 2010                                                   | -                                                                     |                                                                       |
| 18-11-2009                                                            | Donec'k                                                               | Ucraina                                                               | 0 – 1                                                                 | Grecia                                                                | Qual. Mondiali 2010                                                   | -                                                                     |                                                                       |
| 3-3-2010                                                              | Volo                                                                  | Grecia                                                                | 0 – 2                                                                 | Senegal                                                               | Amichevole                                                            | -                                                                     | 69’                                                                   |
| 25-5-2010                                                             | Altach                                                                | Corea del Nord                                                        | 2 – 2                                                                 | Grecia                                                                | Amichevole                                                            | -                                                                     |                                                                       |
| 22-6-2010                                                             | Polokwane                                                             | Argentina                                                             | 2 – 0                                                                 | Grecia                                                                | Mondiali 2010 - 1º turno                                              | -                                                                     |                                                                       |
| 9-2-2011                                                              | Larissa                                                               | Grecia                                                                | 1 – 0                                                                 | Canada                                                                | Amichevole                                                            | -                                                                     |                                                                       |
| 29-3-2011                                                             | Atene                                                                 | Grecia                                                                | 0 – 0                                                                 | Polonia                                                               | Amichevole                                                            | -                                                                     |                                                                       |
| 4-6-2011                                                              | Atene                                                                 | Grecia                                                                | 3 – 1                                                                 | Malta                                                                 | Qual. Euro 2012                                                       | -                                                                     |                                                                       |
| 7-6-2011                                                              | New York                                                              | Ecuador                                                               | 1 – 1                                                                 | Grecia                                                                | Amichevole                                                            | -                                                                     |                                                                       |
| 31-5-2014                                                             | Oeiras                                                                | Portogallo                                                            | 0 – 0                                                                 | Grecia                                                                | Amichevole                                                            | -                                                                     | 44’                                                                   |
| 3-6-2014                                                              | Chester                                                               | Nigeria                                                               | 0 – 0                                                                 | Grecia                                                                | Amichevole                                                            | -                                                                     |                                                                       |
| 6-6-2014                                                              | Harrison                                                              | Grecia                                                                | 2 – 1                                                                 | Bolivia                                                               | Amichevole                                                            | -                                                                     |                                                                       |
| 11-10-2014                                                            | Helsinki                                                              | Finlandia                                                             | 1 – 1                                                                 | Grecia                                                                | Qual. Euro 2016                                                       | -                                                                     | 70’                                                                   |
| 14-11-2014                                                            | Atene                                                                 | Grecia                                                                | 0 – 1                                                                 | Fær Øer                                                               | Qual. Euro 2016                                                       | -                                                                     |                                                                       |
| 18-11-2014                                                            | La Canea                                                              | Grecia                                                                | 0 – 2                                                                 | Serbia                                                                | Amichevole                                                            | -                                                                     | 73’                                                                   |
| 16-6-2015                                                             | Danzica                                                               | Polonia                                                               | 0 – 0                                                                 | Grecia                                                                | Amichevole                                                            | -                                                                     |                                                                       |
| 8-10-2015                                                             | Belfast                                                               | Irlanda del Nord                                                      | 3 – 1                                                                 | Grecia                                                                | Qual. Euro 2016                                                       | -                                                                     |                                                                       |
| 11-10-2015                                                            | Atene                                                                 | Grecia                                                                | 4 – 3                                                                 | Ungheria                                                              | Qual. Euro 2016                                                       | -                                                                     | 44’                                                                   |
| 13-11-2015                                                            | Lussemburgo                                                           | Lussemburgo                                                           | 1 – 0                                                                 | Grecia                                                                | Amichevole                                                            | -                                                                     | 79’                                                                   |
| 29-3-2016                                                             | Atene                                                                 | Grecia                                                                | 2 – 3                                                                 | Islanda                                                               | Amichevole                                                            | -                                                                     |                                                                       |
| Totale                                                                |                                                                       | Presenze                                                              | 27                                                                    |                                                                       | Reti                                                                  | 0                                                                     |                                                                       |

## Palmarès

### Allenatore

#### Competizioni nazionali
- Gamma Ethniki: 1

Ethnikos Neo Keramidi: 2023-2024 (gruppo 2)